# Afrotyphlops platyrhynchus
Afrotyphlops platyrhynchus — вид змій родини сліпунів (Typhlopidae). Ендемік Танзанії.

## Поширення і екологія
Afrotyphlops platyrhynchus відомі з типової місцевості, розташованої в регіоні Танга на північному сході Танзанії. Вони живуть в прибережних чагарникових заростях.